# Uranothauma nguru
Uranothauma nguru is een vlinder uit de familie van de Lycaenidae. De wetenschappelijke naam van de soort is voor het eerst geldig gepubliceerd in 1985 door Kielland.